# Four Cross
Four Cross  oder auch 4 Cross / 4X (früher auch: Bikercross oder auch Mountain Cross) nennt sich eine Renndisziplin des Mountainbikesports auf meist zwischen 150 und 600 Meter langen Rennstrecken. Bei dem Rennen nehmen in der Regel vier Fahrer gleichzeitig in einem Lauf teil. Deshalb etablierte die Union Cycliste Internationale (UCI) den heute gängigen Begriff Fourcross, als sie ihren World Cup vom Dual Eliminator-Modus auf vier Fahrer aufstockte. Bikercross als Überbegriff umfasst aber auch alle Rennen mit abweichenden Starterzahlen.
Ausgetragen wird der Wettkampf im K.-o.-System. Bei vier Startern erreichen jeweils die beiden Schnellsten (sonst die schnellere Hälfte der Teilnehmer) im Ziel die nächste Runde. Die Startgruppen werden nach einer Qualifikation (Zeitfahren oder Punkteläufe) in einem festgelegten Schema besetzt.
Bikercross wurde ursprünglich aus dem BMX-Racing und dem Dual Slalom abgeleitet. Zu den elementaren Hindernissen des Four Cross zählen Sprünge, Steilkurven so wie "offene" Kurven, „Waschbretter“, Wellen und Kompressionen. Im Gegensatz zu BMX-Strecken können aber auch Steinfelder, hängende Kurven, treppenartige Hindernisse, Waldpassagen mit Wurzeln, Wallrides oder andere eher MTB-artige Hindernisse integriert werden und ein wesentlich gröberer oder lockerer Untergrund ist normal.

## Streckenverlauf
Eine Biker- oder Fourcross-Strecke ist meist abschüssig und weist Anliegerkurven und Sprünge auf. Die Fahrer starten aus dem Startgatter auch Gate genannt auf einer Erhebung, die in flachen Gebieten durch einen Starthügel realisiert wird. Eine Strecke beinhaltet mehrere, im Vergleich zum Dirtjump flache Sprünge, die oft auch „geschluckt“ werden können. Es gibt verschiedene Arten von Sprüngen wie den Table, Double, Stepup und Stepdown, die sich in ihrer Länge und Höhe je nach Streckenprofil stark unterscheiden können. Die ersten Kurven sind fast immer außen erhöht (Steilkurven), sodass der Vorteil der Innenbahn etwas egalisiert wird und man die Strecke mit höherer Geschwindigkeit durchfahren kann. 180°-Kurven bieten sich an, um durch unterschiedliche Linienwahl (Low-High bzw. High-Low – von oben/außen nach innen ziehend oder von innen nach außen/oben „schiebend“) Überholmanöver wahrscheinlicher werden zulassen.

## Start
Ein wesentlicher Teil des Rennens und oft bereits vorentscheidend ist der Start. Deshalb trainieren Sportler diesen vorrangig und schulen die entsprechenden Abläufe, ihre Spurtstärke und Reaktionsfähigkeit. Gestartet wird mit einem Startgatter, das nach vorn fallend allen Startern zugleich den Weg freigibt. An hochwertigen Anlagen wird der Start durch eine Ampelanzeige und eine elektronische Sprachmitteilung begleitet, gesteuert von einer sogenannten Voicebox. Das Gatter wird durch eine Pneumatik schnellstmöglich umgelegt. Selbstfallende Gatter sind aber auch noch sehr verbreitet. Sie haben den Nachteil, das sie langsamer fallen als die Fahrer die Vorderräder beschleunigen können, was zu Stürzen führen kann. Selbstfallende Gatter werden durch mechanische Sperrhebel oder mit Elektromagneten gehalten. Die Gestaltung der Startgerade sollte so sein, dass aus allen Bahnen ähnliche Fahrzeiten durch die erste Kurve möglich sind und die Fahrer diese auch nebeneinander ohne hartes Abbremsen passieren können. Da es in der Praxis jedoch fast immer einen Vorteil für eine Bahn gibt, meist die in Bezug zur ersten Kurve innenliegende, erhält der jeweils bessere Qualifikant das Wahlrecht für den Startplatz.

## Sportgerät
In der Regel wird mit Hardtails gefahren. Lediglich auf sehr ruppigen, steilen und schnellen Strecken wurden in der Vergangenheit vollgefederte Räder bevorzugt. Die Geometrie eines Bikercross-Bikes ist vor allem auf Geschwindigkeit ausgelegt, weniger auf Wendigkeit. Es muss laufruhig sein, deshalb ist der Radstand etwas länger und der Lenkwinkel flacher (unter 70°) als bei Dirtbikes.
Bei den Anbauteilen wird vor allem auf das Gewicht geachtet, denn ein leichtes Rad lässt sich leichter beschleunigen. Jedoch brauchen sie auch die nötige Stabilität, um bei Stürzen oder unsauberen Landungen nicht gleich zu Bruch zu gehen. Bei manchen Komponenten wie Sattel und Schaltung kommen häufig auch Produkte aus dem Rennrad- bzw. Cross-Country-Bereich zum Einsatz.
Die Federgabel wird meist recht straff abgestimmt und hat für viele Fahrer eher Bedeutung als „Notfallfederung“ für unsaubere Landungen. Das trifft vor allem zu, wenn der Kurs eher einer BMX-Bahn entspricht als einer typischen Mountainbikestrecke. Der Federweg liegt zwischen 80 mm und 140 mm. Für einige Strecken werden auch gerne Full Suspension Bikes (Fullys) verwendet, insbesondere wenn höheres Tempo möglich ist und Grip in hängenden Kurven gefragt ist.
Die Reifen sind mit maximal 2,3 Zoll eher schmal. Dadurch werden unnötige Reibung und übermäßiges Gewicht vermieden. Das Profil der Reifen ist von der Strecke abhängig. Auf festen und trockenen Böden werden eher spezielle 4-Cross-Reifen verwendet, auf losen und nassen Böden kommen auch mal eher grobstollige Downhill-Reifen mit 2.4 bis 2.5 Zoll zum Einsatz.

## Begriff und Variationen
Der Begriff 4 Cross wurde vom Welt-Radsport-Verband UCI eingeführt, obwohl das Wort Bikercross (vgl. Boarder Cross) bereits verbreitet war. Damit konnte sich der UCI für seine World-Cup-Serie die vollen Namensrechte sichern. Je nach Fahreranzahl spricht man vom Four Cross (auch 4 Cross) oder Dual Eliminator, selten vom 6 Cross. In den USA gibt es den Begriff Mountaincross, in England den Begriff Bicycle Supercross (BSX). Zum Überbegriff Bikercross zählt auch das Format Dual Slalom, bei dem die Fahrer allerdings auf getrennten, parallel geführten Bahnen fahren. 2002 wurde Dual Slalom im Mountainbike-Weltcup und bei Mountainbike-Weltmeisterschaften durch Four Cross abgelöst. Am 22. September 2011 gab die UCI bekannt, dass Four Cross künftig nicht mehr zum Weltcup zählen wird. Als Grund wurden die hohen Aufbaukosten und der negative Einfluss auf die Umwelt einer Four Cross-Strecke genannt.

## Weltmeister
| Jahr | Ort              | Herren                 | Damen                  |
| ---- | ---------------- | ---------------------- | ---------------------- |
| 2019 | Val di Sole      | Romain Mayet           | Romana Labounková      |
| 2018 | Val di Sole      | Quentin Derbier        | Romana Labounková      |
| 2017 | Val di Sole      | Felix Beckeman         | Caroline Buchanan      |
| 2016 | Val di Sole      | Mitja Ergaver          | Caroline Buchanan      |
| 2015 | Val di Sole      | Aiko Göhler            | Anneke Beerten         |
| 2014 | Leogang          | Tomáš Slavík           | Katy Curd              |
| 2013 | Leogang          | Joost Wichmann         | Caroline Buchanan      |
| 2012 | Leogang          | Roger Rinderknecht     | Anneke Beerten         |
| 2011 | Champéry         | Michal Prokop          | Anneke Beerten         |
| 2010 | Mont Sainte-Anne | Tomáš Slavík           | Caroline Buchanan      |
| 2009 | Canberra         | Jared Graves           | Caroline Buchanan      |
| 2008 | Val di Sole      | Rafael Alvarez de Lara | Melissa Buhl           |
| 2007 | Fort William     | Brian Lopes            | Jill Kintner           |
| 2006 | Rotorua          | Michal Prokop          | Jill Kintner           |
| 2005 | Livigno          | Brian Lopes            | Jill Kintner           |
| 2004 | Les Gets         | Eric Carter            | Jana Horakova          |
| 2003 | Lugano           | Michal Prokop          | Anne-Caroline Chausson |
| 2002 | Kaprun           | Brian Lopes            | Anne-Caroline Chausson |

## Strecken
Bekannte permanente Strecken für Bikecross sind:
- Esslingen-Berkheim (Deutschland)
- Ohlsbach (Deutschland)
- Aichwald (Deutschland)
- Bad Wildbad (Deutschland)[2]
- Bischofsmais (Deutschland)
- Cottbus (Deutschland)
- Steinweiler (Deutschland)
- Gelenau/Erzgeb. (Deutschland)
- Heidenheim (Deutschland)[3]
- Laufenburg (Deutschland)
- Leibstadt (Schweiz)[4]
- Les Crosets (Schweiz)
- Marburg (Slowenien)
- Pichla/Tieschen (Österreich)[5]
- Prag (Tschechien)
- Reutlingen (Deutschland)
- Schladming (Österreich)[6]
- Stollberg (Deutschland)[7]
- St. Margarethen an der Raab (Österreich)
- Weinstadt (Deutschland)
- Whistler (Kanada)
- Wilthen (Deutschland)[8]
- Winnenden (Deutschland)[9]
- Winterberg (Deutschland)[10]
- Wolfach (Deutschland)[11]
- Zermatt (Schweiz)[12]